# Cliff Burton
Clifford Lee "Cliff" Burton (Castro Valley, 10 de fevereiro de 1962 — Ljungby, 27 de setembro de 1986) foi um baixista e compositor americano que ficou conhecido por seu trabalho na banda de heavy metal Metallica, de 1982 a 1986. Como instrumentista ele era conhecido por seu estilo, que fazia uso de distorção e outros efeitos, muitos dos quais de uso na guitarra, como em sua canção mais característica, "(Anesthesia) Pulling Teeth".
A influência inicial de Cliff foi essencial para a criação do estilo musical do Metallica. Ele uniu-se à banda em 1982 e participou de seu álbum de estreia, Kill 'Em All, o qual continha canções escritas antes de sua chegada. Sua influência nas composições é mais notada no álbum seguinte, Ride the Lightning. Seu último álbum, Master of Puppets, foi sucesso comercial e de crítica.

## Biografia
Clifford Lee Burton nasceu em 10 de fevereiro de 1962 na cidade de Castro Valley, Califórnia, EUA filho de Jan e Ray Burton. Ele teve dois irmãos mais velhos, Scott e Connie. Seu interesse por música teve início quando seu pai lhe mostrou o jazz, e ele começou a ter aulas de teclado.
Na adolescência, o interesse de Cliff pela música clássica foi direcionado para o jazz, seguindo depois para o heavy metal. Ele começou a tocar baixo aos 13 anos, após a morte de seu irmão Scott. Cliff teve aulas com Steve Doherty, do ABC Music Studio. Segundo seus pais, Cliff disse que "seria o melhor baixista por seu irmão". Ele praticava cerca de seis horas por dia.
Após terminar o ensino médio na escola de Castro Valley em 1980, Cliff estudou música no Chabot Junior College, no noroeste da Califórnia. Um de seus colegas foi Jim Martin, ex-guitarrista do Faith No More, com quem Cliff tocou em uma de suas bandas, Agents of Misfortune. Esta banda entrou no concurso "Batalha das Bandas" e uma apresentação foi gravada, mostrando o estilo de Cliff na época. Também é possível ver nesse vídeo partes do que seriam duas músicas do Metallica: (Anesthesia) Pulling Teeth e a introdução de For Whom the Bell Tolls. Cliff juntou-se à sua primeira grande banda, Trauma, em 1982.

### Metallica
Em 1982 o Trauma viajou para Los Angeles para tocar no bar Whisky a Go Go. Na plateia estavam James Hetfield e Lars Ulrich, membros do Metallica, então formada no ano anterior. Após ouvir um dos solos de Cliff (o que viria a ser "(Anesthesia) Pulling Teeth"), os dois foram procurar aquele "excepcional guitarrista". Quando perceberam que na verdade aquilo havia sido um solo de baixo, começaram a tentar persuadir Cliff para juntar-se ao Metallica a todo custo. Chamaram-no para substituir o então baixista Ron McGovney, já que Cliff havia dito que o Trauma estava "começando a ficar meio comercial" — e Cliff aceitou. Entretanto, ele não gostou da ideia de se mudar para Los Angeles, e exigiu que a banda se mudasse de Los Angeles para onde ele morava, Baía de São Francisco. O Metallica, ansioso por ter Cliff na banda, se submeteu e deixou sua casa em Los Angeles, indo morar em São Francisco.
A primeira gravação de Cliff com o Metallica foi a demo tape Megaforce. Uma outra demo tape gravada pela banda antes da entrada de Cliff, No Life 'Til Leather, acabou indo parar nas mãos de John Zazula, proprietário da gravadora Megaforce Records. A banda mudou-se para Old Bridge, em New Jersey, e eles conseguiram um contrato com a gravadora. O primeiro álbum, Kill 'Em All, traz o famoso solo de Cliff, a faixa "(Anesthesia) Pulling Teeth", onde Cliff usa vários efeitos, como o wah-wah, que até então era quase que exclusivamente utilizado por guitarristas.
O segundo álbum da banda, Ride The Lightning, mostrou o crescimento da banda. As habilidades de composição de Cliff vinham crescendo e ele foi creditado como compositor em seis das oito faixas. Seu estilo e uso de efeitos apareceram em duas faixas: "For Whom the Bell Tolls" (introdução) e "The Call of Ktulu."
O aumento de musicalidade em Ride the Lightning chamou a atenção de gravadoras melhores. O Metallica assinou contrato com a gravadora Elektra e começou a trabalhar em seu terceiro álbum, Master Of Puppets, que é considerado pelos críticos como um marco não só para o thrash metal, mas para todo o heavy metal. O som de Cliff é proeminente em várias faixas, mais notadamente na instrumental "Orion", que tem um solo de baixo e foi inteiramente composta por Cliff. O álbum contém a canção favorita de Cliff, "Master of Puppets". Este álbum obteve grande êxito comercial e foi o último álbum de Cliff.
A última apresentação ao vivo de Cliff foi na cidade de Estocolmo, Suécia, em 26 de setembro de 1986. Uma das últimas apresentações de Cliff está disponível para download no site do Metallica.

### Morte
Em viagem pela região européia na turnê Damage Inc., que promovia o álbum Master of Puppets, a banda percebeu que dormir em camas desconfortáveis em seu ônibus era desgastante. Como uma solução paliativa, os membros tiravam a sorte nas cartas todas as noites para que um deles dormisse no beliche de cima, mais confortável. Na noite do dia 27 de setembro de 1986, Cliff ganhou nas cartas com um ás de espadas. O jogo foi a última conversa de Cliff.
Cliff estava dormindo quando, de acordo com o motorista, o ônibus da banda derrapou no gelo acumulado na pista e capotou na grama na comuna de Ljungby, perto de Dörarp, em uma região rural do sul da Suécia. Cliff, no beliche de cima, foi jogado para fora do ônibus, que ao capotar caiu em cima dele, matando-o.
James Hetfield disse mais tarde, que ele primeiro achou que o motorista estivesse bêbado, ou que ele tivesse sido negligente, e caminhou longas distâncias pela estrada tentando ver o gelo na pista. Entretanto, a embriaguez do motorista nunca foi provada e ele foi inocentado pelo acidente.
O corpo de Cliff foi cremado e suas cinzas foram espalhadas em Maxwell Ranch. Durante a cerimônia, o instrumental "Orion", do Master of Puppets foi tocado. Cliff nunca chegou a tocar a canção ao vivo e o Metallica jamais a havia tocado até 3 de junho de 2006, no festival Rock Am Ring, em Nurburgring, quando eles tocaram o álbum inteiro para marcar os 20 anos de seu lançamento. Até então, apenas trechos da música haviam sido tocados. Durante os anos 90, o sucessor de Cliff, Jason Newsted, frequentemente usava a melodia de baixo nas improvisações.

## Influência
Cliff Burton citava baixistas como, Geezer Butler, Phil Lynott, Geddy Lee, Lemmy Kilmister e Stanley Clarke como suas influências. Ele também citou guitarristas como Ritchie Blackmore, Alex Lifeson, Ulrich Roth, Jimi Hendrix e Tony Iommi como influências.
James Hetfield admitiu que a influência de Cliff foi fortemente responsável pela imagem e música iniciais do Metallica. Um pianista clássico, Cliff fez uso de seu conhecimento teórico nas composições da banda, tanto no baixo quanto ensinando a Hetfield teoria e harmonia. James disse que "sem Cliff, eles não estariam onde estão hoje".
O interesse de Cliff pelos livros de horror de H. P. Lovecraft resultaram em duas canções do Metallica: "The Call of Ktulu" e "The Thing That Should Not Be." A banda também afirmou que seu gosto pelo Misfits, Samhain e tudo envolvendo Glenn Danzig veio diretamente de Cliff Burton. A influência persiste desde então, e o Metallica excursionou pelos Estados Unidos no verão de 1994 com o Danzig como uma das bandas de abertura. Em umas poucas ocasiões, o próprio Glenn Danzig subiu ao palco com o Metallica quando eles tocavam algum cover do Misfits.

## Tributos
Após a morte de Cliff Burton, o Metallica lançou o documentário tributo Cliff 'Em All, uma retrospectiva em vídeo da época em que Cliff esteve na banda. É uma coleção de filmagens de apresentações feitas por fãs, algumas filmagens profissionais e gravações de TV que nunca haviam sido usadas, e algumas fotos pessoais. O primeiro álbum com material original após a morte de Cliff, ...And Justice for All contém o último crédito de composição de Cliff, na faixa "To Live Is to Die", que é quase totalmente instrumental. O Metallica algumas vezes toca a parte intermediária de "To Live Is to Die" em um andamento mais lento, em tributo a Cliff Burton. Foi Cliff quem escreveu a única estrofe da canção, que James Hetfield optou por citar ao invés de cantar, e que em português significa:

"Quando um homem mente, ele mata uma parte do mundo
Estas são as pálidas mortes as quais os homens as chamam de suas vidas
Tudo isso eu não posso aguentar ver por muito tempo
Não poderia o Reino da Salvação me levar para casa?"

Esta última frase ("Cannot The Kingdom of Salvation take me home") foi escrita na lápide de Cliff Burton.
O tributo a Cliff mais conhecido fora do Metallica é a canção "In My Darkest Hour" do Megadeth. De acordo com Dave Mustaine, após saber da morte de Cliff Burton, ele sentou e escreveu a música inteira de uma vez só. A letra, entretanto, não tem relação com a morte de Cliff. Dave Mustaine foi o guitarrista solo do Metallica no início da banda e conhecia muito bem Cliff Burton, e mantinha boas relações com ele após sair da banda em 1983. Dave declarou que a canção foi inspirada na morte de Cliff. Ele reclamou que nem James Hetfield nem Lars Ulrich o informaram da morte de Cliff, e que ele só soube quando o então empresário do Metallica o telefonou.
Em 3 de outubro de 2006, uma lápide foi colocada na Suécia próxima ao local do acidente fatal que matou Cliff Burton.
A banda Anthrax dedicou-o o álbum Among the Living, e a banda Metal Church dedicou-o o álbum The Dark.
O rapper francês VII homenageou Cliff Burton no seu álbum Inferno 2 (La couleur du deuil) com o título de Il venait d'Orion.
Em 6 de fevereiro de 2018, após uma petição de fãs pela Change.org, foi proclamado pelo Condado de Alameda, o Cliff Burton Day no dia 10 de fevereiro, dia em que Burton faria seu 56º aniversário.

## Discografia
Álbuns de estúdio
- Kill 'Em All (1983)
- Ride the Lightning (1984)
- Master of Puppets (1986)
- ...And Justice for All (1988) (crédito por escrito póstumo em "To Live Is to Die")

Video
- Cliff 'em All (1987)

Demos
- No Life 'til Leather (1982)
- Megaforce (1983)
- Ride the Lightning (1983)
- Master of Puppets (1985)

Compilações
- Garage Inc. (1998) (apresentado apenas em "Am I Evil?" e "Blitzkrieg")